# Єгельниця
Єгельниця (пол. Jegielnica, нім. Juglitz) — село в Польщі, у гміні Корфантув Ниського повіту Опольського воєводства.
Населення — 187 осіб (2011).

## Демографія
Демографічна структура станом на 31 березня 2011 року:
|          | Загалом | Допрацездатний вік | Працездатний вік | Постпрацездатний вік |
| -------- | ------- | ------------------ | ---------------- | -------------------- |
| Чоловіки | 87      | 25                 | 55               | 7                    |
| Жінки    | 100     | 23                 | 57               | 20                   |
| Разом    | 187     | 48                 | 112              | 27                   |